# یواس‌اس گانیمد (ای‌کی-۱۰۴)
یواس‌اس گانیمد (ای‌کی-۱۰۴) (به انگلیسی: USS Ganymede (AK-104)) یک کشتی بود که طول آن ۴۴۱ فوت ۶ اینچ (۱۳۴٫۵۷ متر) بود. این کشتی در سال ۱۹۴۳ ساخته شد.